# Das zweite Leben des Dr. X
Das zweite Leben des Dr. X ist ein US-amerikanischer Gruselfilm über dem Jahre 1939 von Vincent Sherman, der mit diesem „kuriosen B-Picture … mit Humphrey Bogart in der Titelrolle eines zombieartigen Vampirs“ seinen Regieeinstand gab. Die Handlung basiert auf der Kurzgeschichte „The Doctor’s Secret“ von William J. Makin, veröffentlicht am 30. Juli 1938 in der Publikation Detective Fiction Weekly.

## Handlung
Nachdem der Reporter Walter Garrett die Leiche der Schauspielerin Angela Merrova in ihrem Hotelzimmer gefunden hat, ruft er sofort die Polizei an. Als die eintrifft, ist jedoch die Leiche verschwunden, und am nächsten Tag erscheint die totgeglaubte Künstlerin in Walts Zeitungsbüro und kündigt an, dass sie die Zeitung, die die Geschichte ihres Todes abgedruckt hat, zu verklagen gedenkt. Verwirrt besucht Walt seinen Freund Dr. Mike Rhodes, um eine Erklärung für diese seltsame Begebenheit zu erhalten. Rhodes verweist Garrett an seinen Mitarbeiter Dr. Francis Flegg, der darauf besteht, dass Walter halluziniert haben muss. Rhodes’ Interesse ist geweckt, als er gerufen wird, um die Leiche von Rodgers, einem seiner Patienten, zu identifizieren. Walter Garrett besteht darauf, dass die Umstände von Rodgers’ Ermordung im Zusammenhang mit denen von Angela Merrovas angeblicher Tötung im Hotelzimmer stehen müssen. In dieser Nacht besucht Rhodes Flegg mit einer Blutprobe, die dieser untersuchen soll, und während er sich im Haus aufhält, begegnet Mike Fleggs Assistenten Marshall Quesne, einem ziemlich finster dreinblickenden und blutleer wirkenden Zeitgenossen.
Auf den Spuren der ominösen Ereignisse folgt Walter Dr. Rhodes zu dessen Haus. Als er später Angela Merrova das Gebäude betreten sieht, überredet er Rhodes, mit ihm diese morgen zu besuchen. Am nächsten Tag bestätigt die Künstlerin Walters Beobachtungen und verspricht, am nächsten Tag näher ins Detail gehen zu wollen. Sie stirbt jedoch auf mysteriöse Weise, ehe sie sich erklären kann. Beim Durchforsten einiger Zeitungsnotizen stößt Walter auf ein Bild von Quesne, das ihn als Dr. Xavier identifiziert, einen skrupellosen Forscher, der einst wegen Mordes hingerichtet worden war. Garrett und Rhodes begeben sich zu Xaviers Grabstelle und öffnen diese, aber das Grab ist leer. Man konfrontiert Dr. Flegg mit den Erkenntnissen und der gesteht, dass er Xavier im Rahmen eines Experiments wieder zum Leben erweckt hat. Jetzt aber habe sich Xavier in ein Monstrum verwandelt und wandele als eine Art lebender Toter umher, immer auf der Suche nach der seltenen Blutart, die er benötige, um am Leben zu bleiben. Nachdem Garrett und Dr. Rhodes wieder gegangen sind, erscheint Xavier bei Dr. Flegg, erschießt diesen und nimmt dessen Blutspenderegister an sich. Anschließend entführt Dr. X Joan Vance, eine Krankenschwester, die genau diesen seltenen Bluttyp hat und bringt sie in sein Labor. Walter, Rhodes und die Polizei folgen dem Zombie-Vampir und kommen gerade noch rechtzeitig, um Xavier zu erschießen und Joan vor dem Tod zu retten.

## Produktionsnotizen
Die Dreharbeiten zu Das zweite Leben des Dr. X begannen am 24. Mai 1939, die Uraufführung des Films fand am 23. November 1939 in New York City statt. Am späten Abend des 10. Oktober 1970 wurde der Film erstmals im deutschen Fernsehen (in der ARD) ausgestrahlt.
Warner Bros.-Chef Jack L. Warner und Hal B. Wallis übernahmen auch die Herstellungsleitung, die Produktionsleitung hatte Bryan Foy inne. Esdras Hartley entwarf Filmbauten, Milo Anderson die Kostüme. Maskenbildner Perc Westmore zeichnete für das Make-Up verantwortlich.

## Synchronisation
| Rolle                 | Darsteller        | Synchronsprecher    |
| --------------------- | ----------------- | ------------------- |
| Dr. Maurice Xavier    | Humphrey Bogart   | Gerd Martienzen     |
| Walter Garrett        | Wayne Morris      | Eckart Dux          |
| Dr. Francis Flegg     | John Litel        | Christian Marschall |
| Pinky                 | Huntz Hall        | Horst Sachtleben    |
| Detective Ray Kincaid | Charles C. Wilson | Otto Preuss         |

## Kritiken
Frank S. Nugent schrieb in der New York Times: „Alles in allem wird man ‚The Return of Dr. X‘ als einen fröhlichen kleinen Film empfinden, bei dem der humorvolle Höhepunkt zweifellos erreicht wird, als Wayne und sein Arztfreund Dennis Morgan etwas exhumieren, was sich nicht als der Doc herausstellt, und dann auf komische Weise das Loch verlassen, das vom Friedhofswächter erneut aufgefüllt werden soll. Dies ist wirklich eine sehr lustige Szene.“
Der Movie & Video Guide stellte fest, dass „nur Humphrey Bogart als Zombie macht diese niedrigklassige Science-Fiction-Geschichte sehenswert.“
Im Lexikon des Internationalen Films heißt es: „Durch heitere Liebesszenen aufgelockerte Gruselgeschichte aus den 30er Jahren, die ihre Horror-Dimension vor allem der intensiven Darstellung Humphrey Bogarts verdankt.“
Halliwell’s Film Guide befand: „Kleiner Thriller, der nicht in die Gänge kommt, bis zum letzten Akt. Nur bemerkenswert aufgrund Bogarts Auftritt als Monster.“